# Croviana

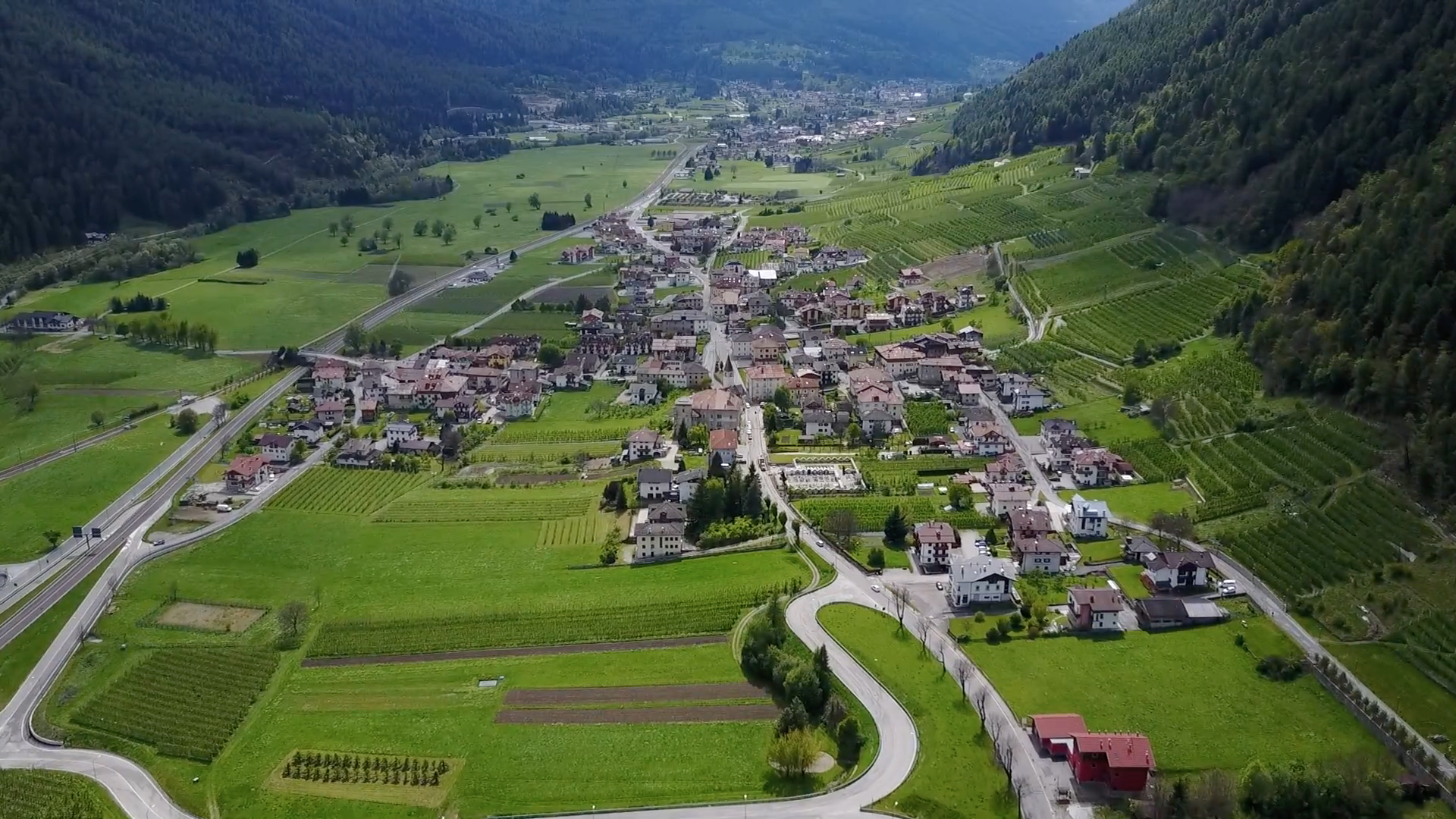
Foto aerea del paese di Croviana

Croviana (IPA: /kroˈvjana/) è un comune italiano di 682 abitanti della provincia autonoma di Trento in Trentino-Alto Adige.
L'abitato di Croviana è un antico villaggio di fondovalle, centro agricolo, artigianale e commerciale. La sua posizione lo rende interessante anche dal lato turistico. Il paese è attraversato dalla via Nazionale e suddiviso in tre località: a valle Carbonara, a monte Liciasa verso Monclassico e Croviana verso Malé.
Le origini di Croviana risalgono al 1200, quando venne documentato per la prima volta il toponimo, derivato dal nome latino Corvius con il suffisso -ana. Situato nella Valle di Sole, il territorio di Croviana fu una colonia romana e ospitò insediamenti umani fin dall'epoca preistorica.

## Storia

### Simboli
Lo stemma e il gonfalone sono stati approvati con deliberazione della Giunta provinciale  di Trento n. 3445 del 17 aprile 1987.
Stemma
Gonfalone
L'asta, munita di lancia dorata, sarà foderata di velluto verde ed adornata di un nastro a spirale d'argento.»

## Monumenti e luoghi d'interesse

### Architetture religiose
- Chiesa di San Giorgio. La chiesa, a lato della statale, è interessante per l'architettura e le opere d'arte che contiene. È menzionata nel XIV secolo e fu ricostruita nel bel gotico attuale verso la fine del Quattrocento o nei primi anni del Cinquecento. L'affresco del timpano (San Giorgio; sullo sfondo il castello di Caldes) è del 1611. La pietra tombale a lato della porta è del 1551. L'interno è a una navata: i costoloni della volta poggiano sulle mezze colonne, prive di capitello, oppure nell'abside, su mensole antropomorfi. La decorazione è floreale. Notevole è la cappella barocca dei Pezzen che vi hanno fatto porre a profusione il loro stemma. La volta e le lunette presentano pitture a fresco del 1661, raffiguranti storie della Madonna e angeli musicanti (notare i particolari) l'altare, ligneo, fu fatto fare nel 1613 da G.B. Pezzen, barone di Altspaur e Belfort. Ha una bella pala seicentesca della Madonna con i santi Giorgio e Margherita. A destra della cappella è appesa una tavola dipinta (secolo XVIII) della Madonna incoronata con i santi Giorgio, Margherita, Sebastiano e Rocco.

### Architetture militari
- Castello di Croviana. Nei pressi della chiesa, c'è il seicentesco castello dei Pezzen, famiglia venuta dalla Valtellina. La nobile residenza, con torre quadrata verso nord-est, torricella angolare, bel portale barocco, tracce di affreschi, salone, fu, dopo i Pezzén, dei Thun e poi dei Taddei de Salis da Tirano. Un curioso episodio si narra a proposito di una monumentale stufa nel castello, nella quale si nascose per più giorni, complici benevoli i de Salis, noti patrioti lombardi, un volontario dei Corpi Franchi, dopo l'infelice combattimento di Malé del 20 aprile 1848. Nei sotterranei sarebbe nascosto un tesoro e sarebbero relegate le anime dei «castellani cattivi» trasformati in rospi.
- Inoltre a fianco alla chiesa c'è un Monumento ai caduti, che ricorda le vittime della Prima guerra mondiale e della Seconda guerra mondiale del paese.
- Aeroporto di Croviana. A Croviana ci fu anche un aeroporto costruito in fretta e furia, stendendo delle tavole di legno sul prato in una spianata, dagli austriaci nel 1917. Questa era la base da cui decollavano i velivoli durante la Grande Guerra per "spiare" e fotografare i soldati italiani e i loro movimenti nella zona di confine in Lombardia. L'aeroporto di Croviana, ormai dimenticato, poco più di una striscia bianca tra il verde che circonda le poche case del paese.

### Architetture civili
- Casa Sartori e Casa de Angeli. Lungo la strada statale, a sinistra, c'è la casa Sartori, cinquecentesca: ha due portali gotici, che si aprono sul grande atrio interno, doppio ordine di bifore e, verso la strada, un portalino di forme rinascimentali. Costruito dai Busetti nel V secolo, e chiamato Belvedere, fu eretto a feudo dai Lodron, passò in seguito ai Dusini e, infine ai Sartori. Nei pressi c'è la casa de Angeli con sporto e meridiana.
- Casa Taddei Valorz
- L'edificio denominato "Casa Taddei de Mauris" prima di essere ristruturata apparteneva ai Taddei, senz'altro una delle famiglie storicamente più portanti di Croviana. Con la ristrutturazione dell'edificio si è cercato di recuperare il dipinto che attraverso alcune testimonianze potrebbe risalire a qualche anno prima della seconda guerra mondiale.

### Evoluzione demografica
Abitanti censiti

## Cultura

### Istruzione

#### Scuola primaria di Croviana "Bartolomeo Pezzen"
L'edificio scolastico di Croviana è ospitato in una struttura di recente costruzione, progettata per essere funzionale e ben organizzata. La scuola si sviluppa su quattro piani e dispone di sette aule, un laboratorio di informatica, un laboratorio per le attività pratiche, un'aula di sostegno, una palestra, utilizzata anche da utenti esterni, e una mensa scolastica. La scuola ha inoltre un proprio sistema fotovoltaico.
Situata nel centro di Croviana, fa parte dell'Istituto Comprensivo Bassa Val di Sole "G. Ciccolini", che include le scuole primarie di Croviana, Malé, Caldes, Dimaro e Rabbi, e la scuola secondaria di primo grado di Malé.
Il codice identificativo della scuola è TNEE833036.

#### Mulino Museo dell'Ape (MMape)
Il Mulino Museo dell'Ape (MMape), inaugurato nel 2014, si trova all'interno di un antico mulino nell'area protetta dell'Ontaneta di Croviana. Questo museo è stato creato grazie alla collaborazione tra il Comune di Croviana, l'Associazione Apicoltori e la Fondazione Edmund Mach, con l'intento di valorizzare e promuovere l'apicoltura di montagna e il complesso mondo delle api.
Il MMape offre ai visitatori un'esperienza interattiva unica, permettendo loro di esplorare le abitudini delle api e il loro ruolo cruciale nell'ecosistema. Attraverso percorsi guidati, i visitatori possono osservare il ciclo di vita delle api, scoprire i pericoli che affrontano quotidianamente e partecipare a degustazioni di vari mieli locali.
Il museo è anche sede dell'Associazione Apicoltori delle valli di Sole, Peio e Rabbi, che sostiene oltre 140 piccoli apicoltori della regione. Il MMape si impegna a sensibilizzare il pubblico sull'importanza di tutelare questi insetti, fondamentali per la biodiversità e per la produzione alimentare.

## Associazioni

### Vigili del Fuoco Volontari di Croviana
Il Corpo dei Vigili del Fuoco Volontari di Croviana è stato fondato nel 1881, in risposta alla necessità di garantire la sicurezza della comunità di Croviana. La sua creazione è stata promossa dall'emanazione del regolamento di polizia sugli incendi da parte dell'Imperatore Francesco Giuseppe I. Sin dalla sua fondazione, il Corpo ha svolto un ruolo centrale nella protezione civile del territorio, affrontando con impegno e dedizione numerosi interventi, tra cui incendi, alluvioni, incidenti stradali e altre situazioni di emergenza. 
Nel corso degli anni, il Corpo ha potenziato le sue risorse e capacità operative, evolvendo insieme alle esigenze della comunità. L'organizzazione è sempre stata caratterizzata dal forte spirito di volontariato e dalla partecipazione attiva dei cittadini, che hanno contribuito al suo continuo rafforzamento e alla sua crescita. Il Corpo ha anche collaborato con altri enti e associazioni di protezione civile, svolgendo un ruolo cruciale nella gestione delle emergenze locali e regionali.
Il Corpo di Croviana dispone di una dotazione moderna di mezzi e attrezzature, che comprendono autobotti, veicoli fuoristrada e strumenti per il soccorso tecnico, come pompe, attrezzature per incidenti stradali e dispositivi di protezione individuale. Questi strumenti permettono ai volontari di essere prontamente operativi nelle varie situazioni di emergenza, garantendo interventi tempestivi ed efficaci.
Il Corpo dei Vigili del Fuoco Volontari di Croviana fa parte  della Federazione dei vigili del fuoco volontari della Provincia autonoma di Trento e dell'Unione Distrettuale Val di Sole, che comprende i Corpi dei Vigili del Fuoco Volontari di diversi comuni della valle, tra cui Caldes, Cavizzana, Commezzadura, Dimaro, Malé, Mezzana, Monclassico, Ossana, Peio, Pellizzano, Rabbi, Terzolas e Vermiglio. L'Unione Distrettuale ha lo scopo di coordinare le attività di prevenzione e di intervento, promuovendo l'efficienza operativa dei Corpi e la solidarietà tra i volontari.
La nuova caserma dei Vigili del Fuoco Volontari di Croviana è stata inaugurata il 14 settembre 2013. La struttura, situata in via Nazionale al confine con Malé, è stata realizzata in un anno e mezzo, con un investimento di circa 1,5 milioni di euro.
Nel 2016 il corpo VVF di Croviana ha istituito ufficialmente il Gruppo dei Vigili Allievi 

### Associazione Sportiva Croviana
Il Gruppo Giovani di Croviana (o Associazione Sportiva Croviana), nasce negli anni '80, grazie all’iniziativa di un gruppo di giovani locali che sentivano la necessità di creare uno spazio di incontro e aggregazione, un luogo dove i ragazzi del paese potessero ritrovarsi per socializzare, divertirsi e, allo stesso tempo, crescere insieme. Con il passare degli anni, il gruppo è diventato una parte fondamentale della vita sociale e culturale di Croviana.
La sua crescita non è stata solo numerica, ma anche qualitativa: inizialmente, il gruppo si limitava a organizzare eventi sociali come serate di ballo e giochi, ma con il tempo le attività si sono diversificate, comprendendo escursioni, sport, volontariato e progetti culturali. Le collaborazioni con altre associazioni, come i Vigili del Fuoco Volontari di Croviana, e con le istituzioni locali hanno permesso al gruppo di evolversi, portando avanti progetti incentrati sulla solidarietà, la partecipazione attiva e la costruzione di una comunità più unita. 
Le attività principali del Gruppo includono:
- Escursioni e Trekking: Scoperta della montagna circostante con escursioni di vario livello.
- Eventi Sportivi: Tornei di calcetto, beach volley e pallavolo estivi.
- Cineforum e Serate Tematiche: Film e dibattiti su temi sociali e culturali presso la Sala Busetti
- Volontariato e Beneficenza: Collaborazione con enti locali per iniziative solidali.
- Feste e Tradizioni Locali: Celebrazione delle tradizioni del paese con sagre e feste.

Il Gruppo mira a continuare la sua crescita, coinvolgendo più ragazzi nelle sue attività e ampliando l’impegno in ambito sociale ed ecologico, con progetti orientati alla sostenibilità e al supporto delle nuove generazioni.
Gli eventi organizzati dal Gruppo Giovani di Croviana vengono pubblicati e aggiornati regolarmente sulla pagina ufficiale del Comune di Croviana su Facebook. Qui è possibile trovare informazioni su attività, incontri, iniziative culturali, sportive e ricreative promosse dal gruppo e dal Comune stesso. Oltre ai social media, gli eventi possono essere comunicati tramite volantini affissi nelle bacheche pubbliche del paese o diffusi attraverso il passaparola tra i membri della comunità.

## Infrastrutture e trasporti
Il paese è attraversato dalla Ferrovia Trento-Malé-Mezzana, inaugurata nel 1964 in sostituzione della preesistente tranvia, ed è servito dalla Stazione di Croviana. La stazione è la prima del prolungamento ferroviario Malé-Mezzana, inaugurato nel 2003.
Croviana ha anche due fermate degli autobus, una davanti alla scuola elementare (incrocio tra via nazionale e via delle Scuole) e una in via Nazionale 174, dalle quali passano gli autobus della linee B646, B645, B642.

## Amministrazione
| Periodo           | Periodo           | Primo cittadino | Partito                           | Carica  | Note   |
| ----------------- | ----------------- | --------------- | --------------------------------- | ------- | ------ |
| 4 giugno 1995     | 14 maggio 2000    | Flavio Sartori  | Lista civica - Insieme            | Sindaco |        |
| 14 maggio 2000    | 9 maggio 2005     | Flavio Sartori  | Lista civica - Insieme            | Sindaco |        |
| 9 maggio 2005     | 16 maggio 2010    | Flavio Sartori  | Lista civica - Insieme            | Sindaco |        |
| 16 maggio 2010    | 10 maggio 2015    | Laura Ricci     | Lista civica - Croviana partecipa | Sindaco |        |
| 10 maggio 2015    | 21 settembre 2020 | Laura Ricci     | Lista civica - Croviana partecipa | Sindaco |        |
| 21 settembre 2020 | 4 maggio 2025     | Gianluca Valorz | Lista civica - Vivi Croviana      | Sindaco |        |
| 4 maggio 2025     | in carica         | Gianluca Valorz | Lista civica - Vivi Croviana      | Sindaco | [ 13 ] |